# Le Verneil
Le Verneil é uma comuna francesa na região administrativa de Auvérnia-Ródano-Alpes, no departamento de Saboia. Estende-se por uma área de 7,52 km². Em 2010 a comuna tinha 105 habitantes (densidade: 14 hab./km²).